# Linia kolejowa Bamberg – Hof
Linia kolejowa Bamberg-Hof – główna linia kolejowa o długości 127 km, która biegnie przez Bawarię w południowych Niemczech. Linia biegnie z Bambergu przez Lichtenfels, Kulmbach, Neuenmarkt-Wirsberg i Münchberg do Hof. Linia przystosowana jest do prędkości 160 km/h.
Jest to w większości linia dwutorowa i niezelektryfikowana. Tylko na odcinku Bamberg – Hochstadt-Marktzeuln (40 km) jest sieć zasilana napięciem zmiennym 15 kV 16,7 Hz i na odcinku Marktschorgast - Stammbach (9 km) jednotorowa.